# Lager
Lager (en alemany: emmagatzematge) és un tipus de cervesa que s'elabora amb llevat de baixa fermentació a temperatures més baixes i per períodes de maduració més llargs dels que se solen utilitzar per elaborar cervesa d'alta fermentació o de tipus ale. Malgrat tot, en alemany, el terme lager es refereix a l'emmagatzematge d'una cervesa a temperatures fredes i no implica necessàriament la utilització de llevats de baixa fermentació.
Pilsner, Bock, Export Dortmunder, Marzen, Dunkel i Schwarzbier són tots estils de cervesa del tipus lager.